# Adobo kiểu Philippines

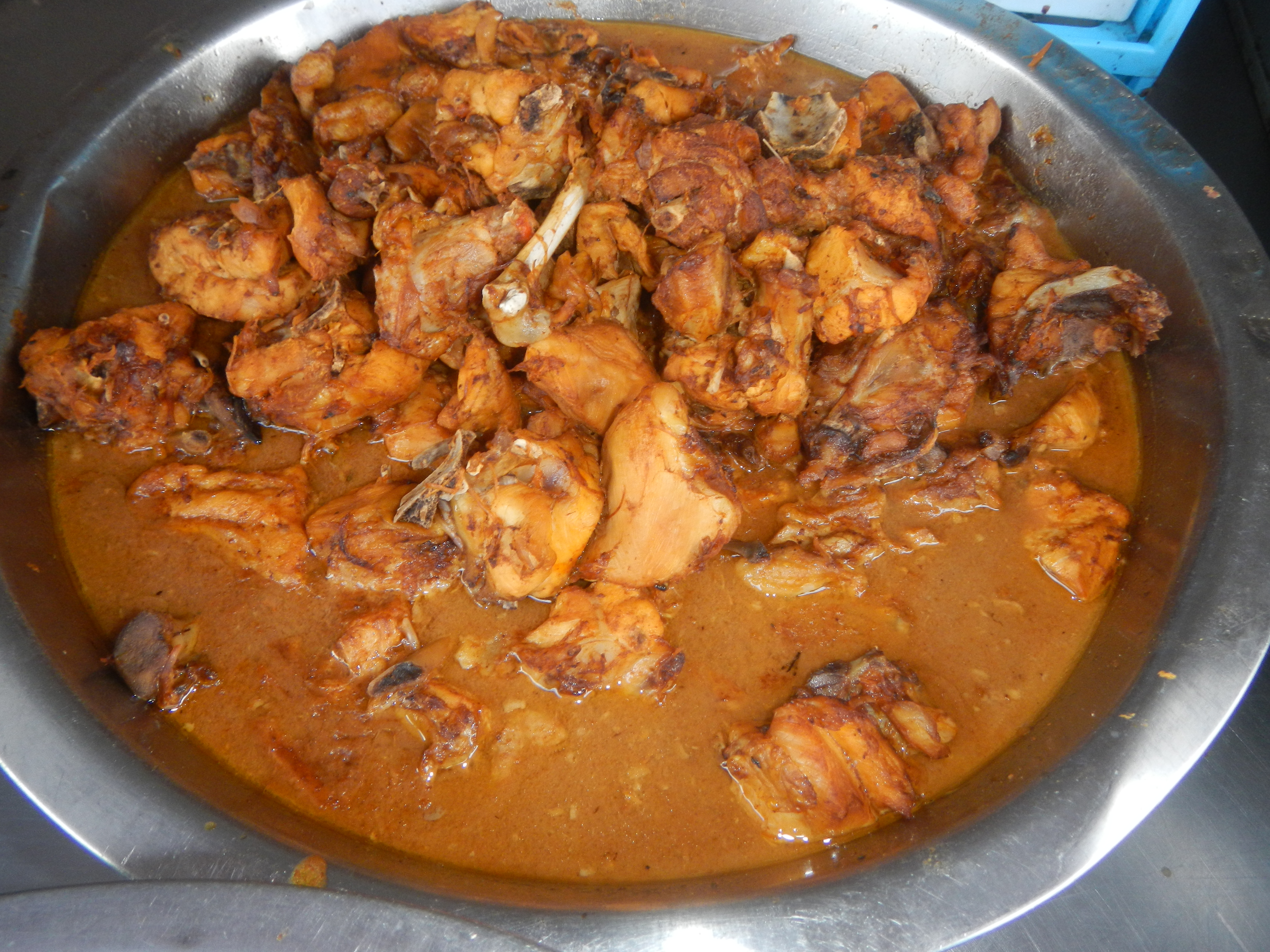
Gà Abodong bày bán

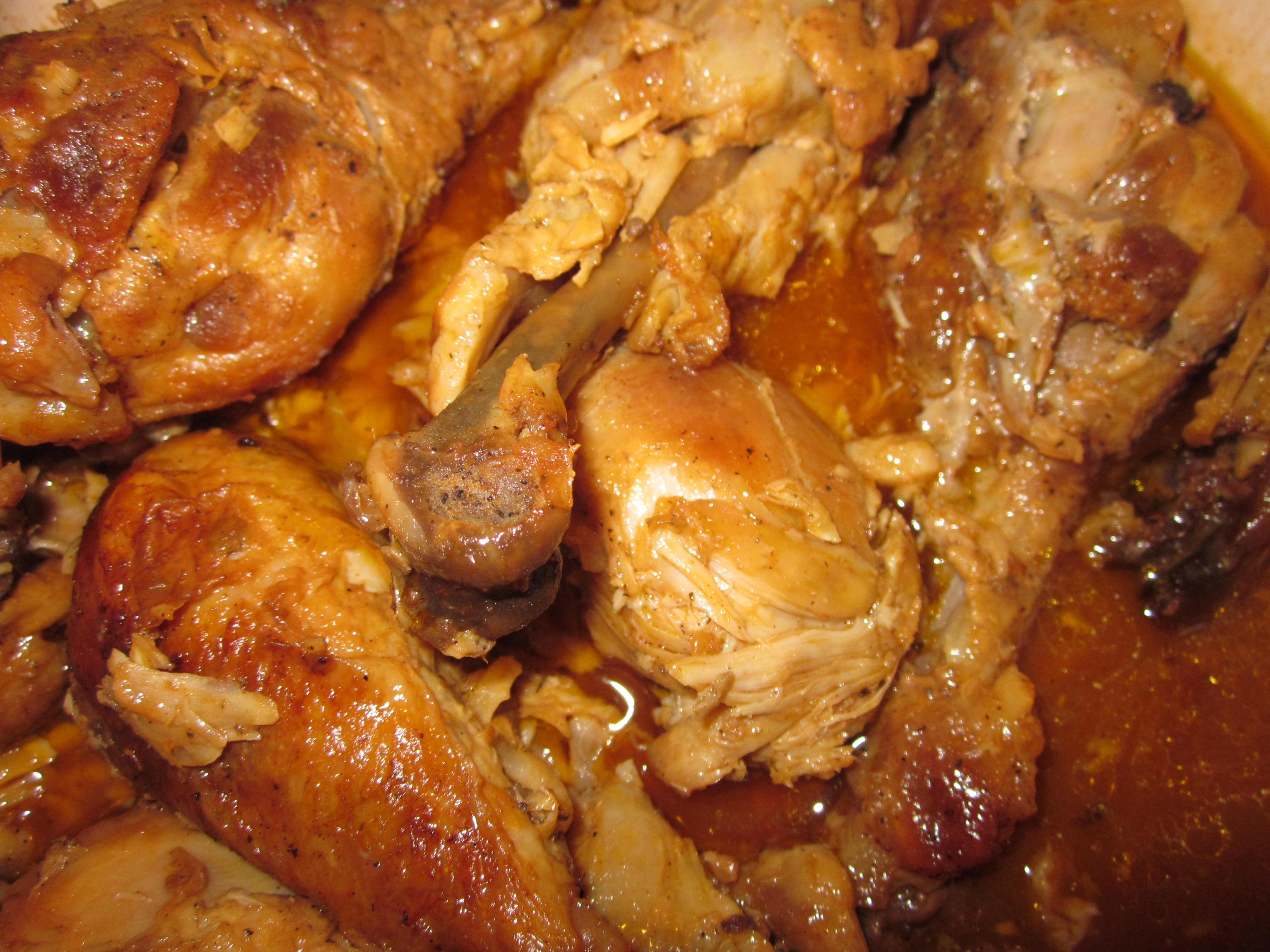
Gà Abodong

Adobo kiểu Philippines hay còn gọi là Adobong là một biến tấu của món Adobo đã thành một món ăn phổ biến của ẩm thực Philippines. Đây là món ăn rất nổi tiếng, bình dân và mang đậm văn hoá ẩm thực Philippines, tuy nhiên, cái tên Adobo lại là một từ bắt nguồn từ tiếng Tây Ban Nha là jabar có nghĩa là "ướp", với tính cách như thế, Adobo là phong cách chế biến thực phẩm mà các nguyên liệu được ướp với hỗn hợp gia vị thơm ngon và có màu sắc bắt mắt, thông thường là màu đỏ au hoặc nâu đỏ đậm và thiên về phong cách cà ri gà.

## Lịch sử
Cái tên nguyên bản của món này có nguồn gốc từ Tây Ban Nha nhưng nó lại trở thành món gà đặc trưng của người dân Philippines. Vào thế kỷ 16-17 khi người Tây Ban Nha chiếm đóng và đô hộ Philippines, họ đã học cách chế biến món ăn từ dân bản địa và đặt tên cho nó. Ngoài thịt gà thì thịt lợn cũng thường được dùng làm nguyên liệu chính cho món Adobo này rồi om chung với các gia vị như xì dầu, tỏi, giấm. Cách nấu gà Adobo của người Philippines không giống nhau hoàn toàn, một số vùng có thể thêm một số gia vị khác để tạo màu sắc đặc sắc cho món ăn. Adobo không chỉ xuất hiện trong các bữa cơm gia đình, mà đây còn là món ăn phổ biến.

## Chế biến
Món ăn mà phổ biến từ thịt gà này được ướp với nguyên liệu chính là nước tương và hỗn hợp các loại gia vị có mùi thơm khác trong suốt quá trình nấu. Món ăn sau khi om xong có mùi thơm và hương vị đậm đà, phù hợp nhất ăn với cơm trắng hoặc bánh mì. Nguyên liệu chính món Adobo chủ yếu được làm từ thịt gà, thịt lợn. Sau đó đầu bếp mang đi ướp tỏi và nước tương trong vài giờ đồng hồ cho thịt ngấm gia vị và tiếp tục hầm với giấm, lá nguyệt quế, muối và hạt tiêu đen.
Mặc dù là món ăn nổi tiếng của đất nước Philippine, nhưng cũng giống như phần nhiều các món ăn truyền thống ở các nước, ở mỗi vùng miền khác nhau sẽ có thay đổi nhỏ trong việc tẩm ướp cho phù hợp với khẩu vị từng nơi. Món ăn Adobo nổi tiếng không phải vì tính đơn giản, dễ nấu mà vì có thể lưu trữ nó trong nhiều ngày mà không bị hỏng. Thậm chí, sau khi lưu trữ 1-2 ngày, món này còn trở nên ngon hơn. Món gà adobo rất hợp để ăn với cơm trắng, thịt gà vị chua cay ăn rất đưa cơm. Adobo được cho là một trong những món tương đối cầu kỳ ăn kèm với cơm, với mỡ gà nhựa ra lai láng quện với cơm

## Hình ảnh

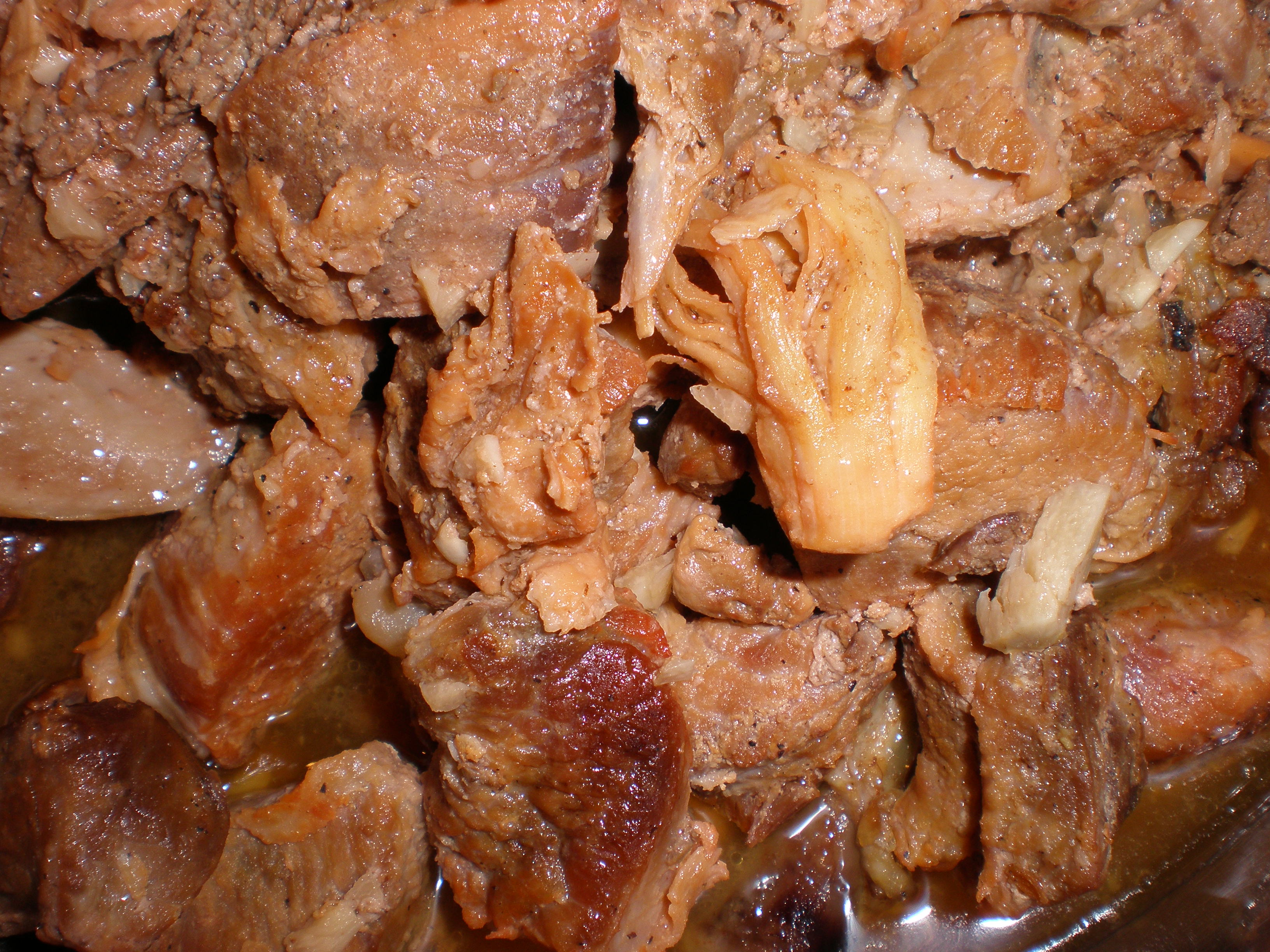
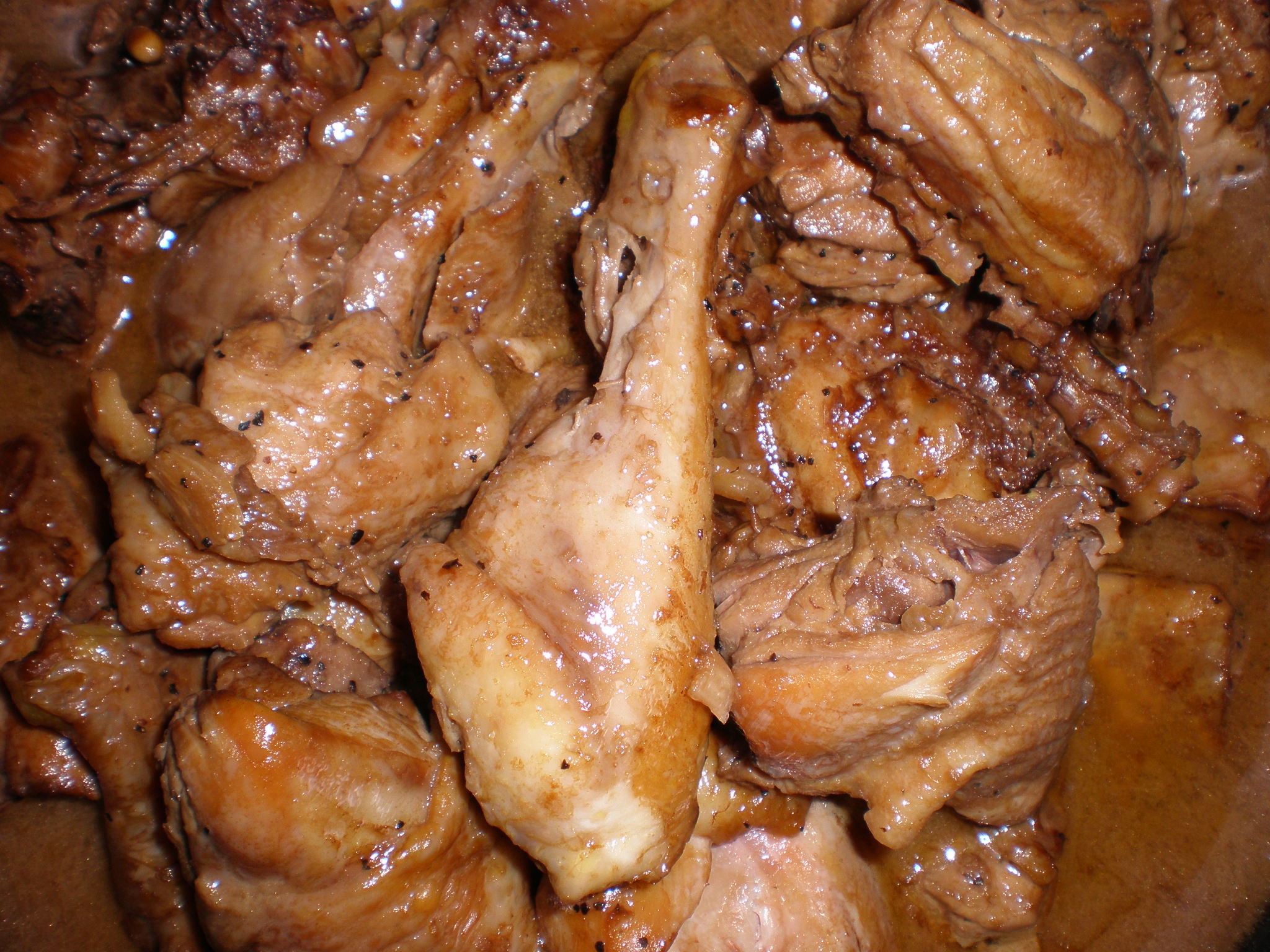
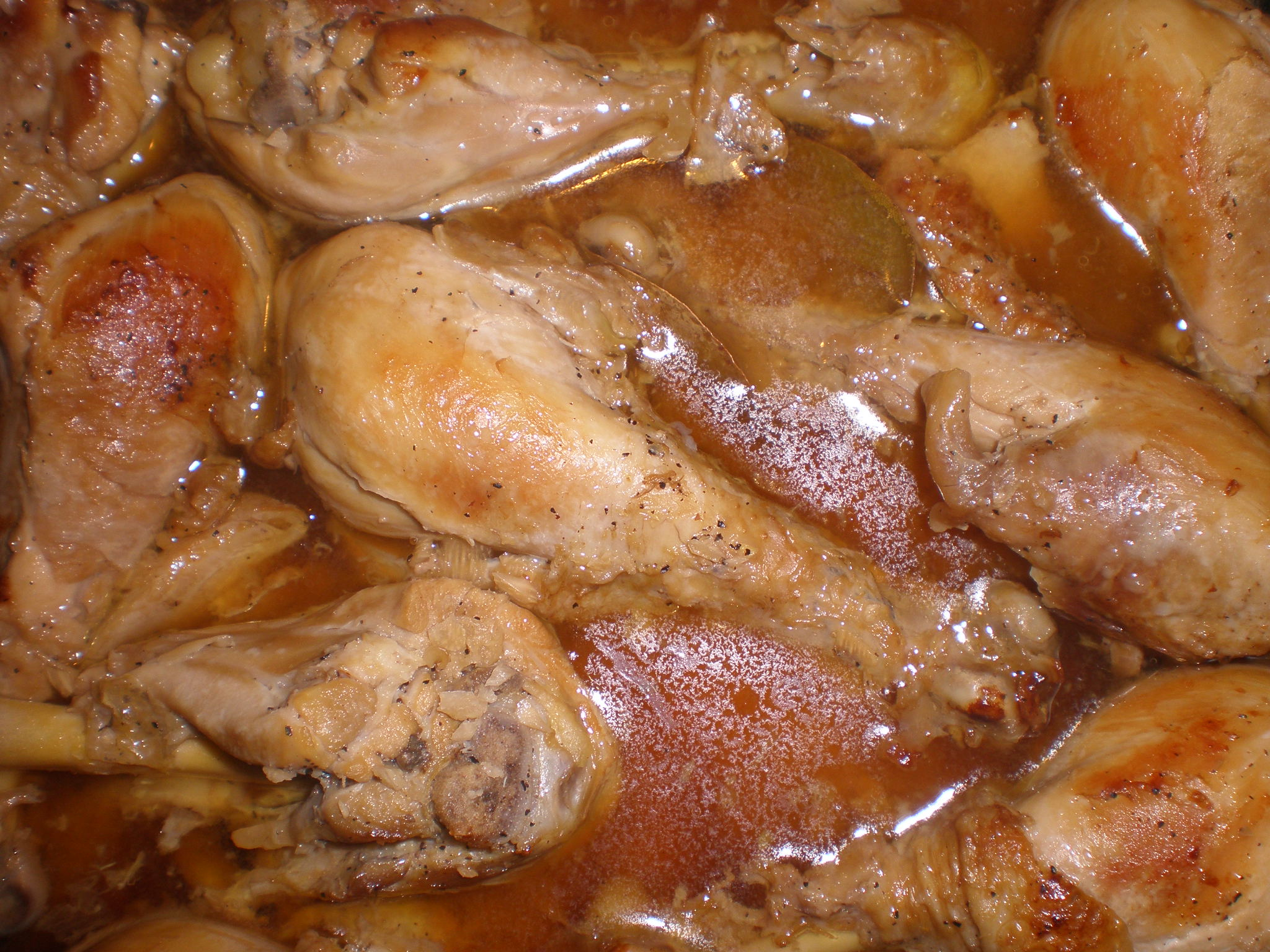
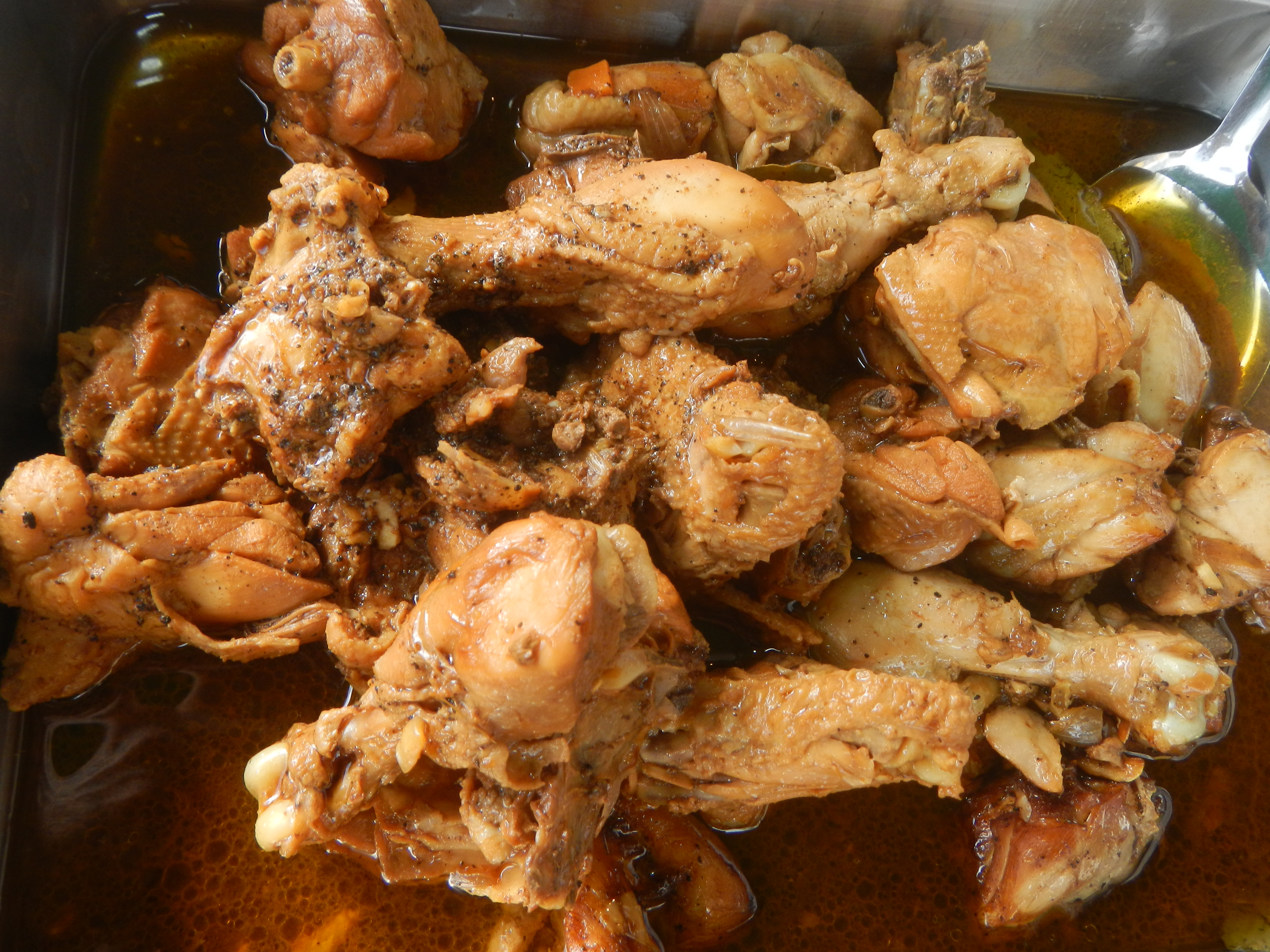
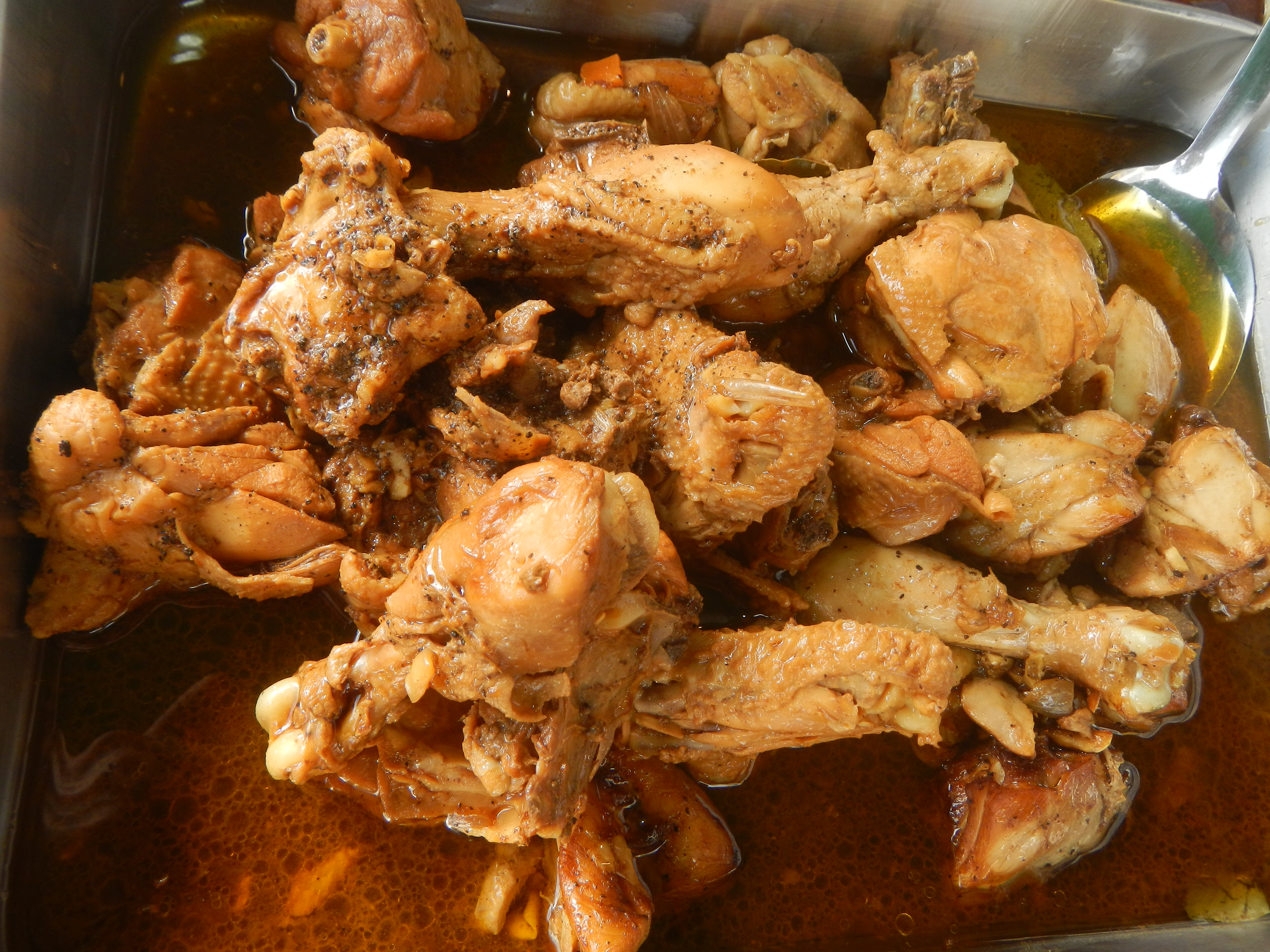
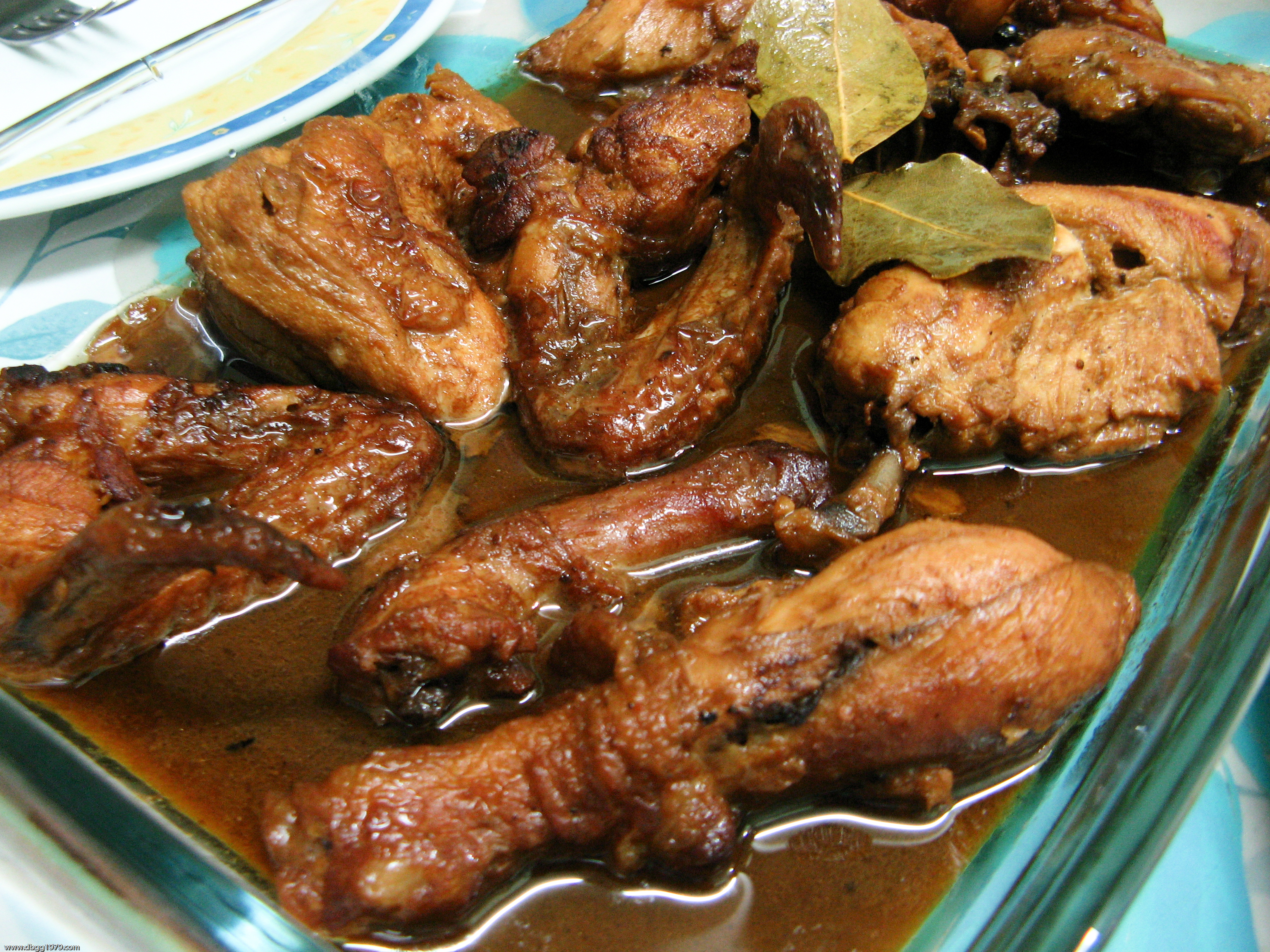